# Гамера против Вираса
«Гамера против Вираса» (яп. ガメラ対宇宙怪獣バイラス) — японский кайдзю-фильм 1968 года, снятый Нориаки Юасой, продолжение «Гамеры против Гяоса». Это четвёртый фильм, в котором появляется мега-черепаха Гамера.

## Сюжет
К Земле приближаются космические корабли с далёкой планеты Вирас, чьи жители настроены враждебно. Один из кораблей уничтожен Гамерой, другой же снижается в море вблизи лагеря скаутов и захватывает в плен двух мальчиков, тайком отправившихся в подводное путешествие, украв мини-батискаф. Прилетает Гамера, но попадает в ловушку, устроенную пришельцами. Земля в опасности:казалось бы. теперь ничто не помешает осьминогоподобным инопланетянам установить своё главенство на Земле, но мальчики освобождают из-под контроля Гамеру, выбираются из плена и сбегают.Гамера уничтожает корабль и из него выходит монстр Вирас, похожий на спрута.Начинается битва, которая приходится трудной для Гамеры.В итоге она его побеждает, заморозив почти в открытом космосе с сбросив в море.

## Производство
Производство этого фильма стало поворотным моментом в серии сразу по нескольким пунктам: во-первых, компания «Daiei» к тому моменту уже испытывала финансовые трудности, поэтому на фильм был выделен бюджет примерно на треть меньше, чем у предыдущих трёх частей (вплоть до того что длина выделенной киноплёнки тоже была меньше); во-вторых, начиная с этой части заранее заключался контракт с компанией «American International Pictures», которая выступила прокатчиком второй и третьей частей на телевидении США, из-за чего сценарий и видеоряд заранее согласовывались с тем, чтобы соответствовать стандартам американского телевидения; в-третьих, Нориаки Юаса окончательно решил ориентировать эту часть на детскую аудиторию (после соответствующих опытов с двумя предыдущими частями), что отчасти было условием сделки с «AIP», которые показывали вторую и третью части в рамках детского телевидения.
В свою очередь «AIP», узнав, что в центре сюжета будут два мальчика, попросили сделать одного из них европейцем (посчитав, что во время телепоказов зрители будут путаться в персонажах, так как на маленьких экранах все азиатские актёры выглядели одинаково). Поскольку японский кинематограф тогда не располагал европейскими детьми, то на роль Джима был выбран не имевший никакого актёрского опыта Карл Крэйг из американской школы в Тёфу (откуда для массовки были также набраны и другие дети, изображающие американских скаутов), который был лишь на половину европейцем: его мать была японкой, отец — американцем. Идея интернационализма прижилась и почти во всех последующих фильмах про Гамеру эпохи Сёва (кроме «Гамера — супермонстр») в центре сюжета непременно была задействована пара детей японской и европейской национальности.

## Релиз
В США фильм вышел на DVD в сентябре 2010 года. Вместе с этим фильмом на том же диске присутствует и «Гамера против Гяоса».

## Факты
- В США фильм был также известен как «Уничтожить все планеты» («Destroy All Planets»). Название фильма было изменено из-за успеха снятого в том же году кинокомпанией Toho фильма «Уничтожить всех монстров» с участием многих известных кайдзю, в числе которых был и Годзилла.